# Meghívás egy gyilkos vacsorára
A Meghívás egy gyilkos vacsorára (Murder By Death) egy 1976-ban bemutatott amerikai krimi-vígjáték, melyet Robert Moore rendezett és Neil Simon írt. A főbb szerepekben Eileen Brennan, Truman Capote, James Coco, Peter Falk, Alec Guinness, Elsa Lanchester, David Niven, Peter Sellers, Maggie Smith, Nancy Walker, és Estelle Winwood láthatóak.
A film a paródiája a klasszikus nyomozós filmeknek, köztük főként Agatha Christie "Tíz kicsi néger" című művének. A kiparodizált nyomozókat (Hercule Poirot, Sam Spade, és a többiek) ismert brit és amerikai színészek alakították, mint Peter Falk vagy Peter Sellers, sőt az egyik főszerepben a híres írót, Truman Capote-t láthatjuk. A filmet 1976-ban mutatták be a Velencei Filmfesztiválon.

## Cselekmény
|  | Alább a cselekmény részletei következnek! |

A világ öt legkiválóbb detektívje és egy-egy kísérőjük meghívást kap a titokzatos Lionel Twaintől az isten háta mögötti birtokára vacsorára – és a meghívó szerint gyilkosságra is. A sorban érkező vendégeket – Sidney Wang, Dick és Dora Charleston, Milo Perrier, Sam Diamond, és Jessica Marble – egy vak inas (Jamesuram Bensonmadam) és egy süketnéma felszolgáló (Yetta) fogadja, a házigazda nem mutatkozik. Ellenben különféle próbatételeket eszelt ki számukra, hogy megtréfálja őket. A vacsora közben aztán felbukkan. Elmondja a jelenlévőknek, hogy bizonyítani kívánja, hogy ő az élő legnagyobb kriminológus. Lezárja a házat, és bevallja, hogy pontban éjfélkor gyilkosság lesz, és a gyilkos és az áldozat is itt ül az asztaluknál. Aki megfejti az ügyet, kap egymillió dollárt. Majd ismét eltűnik, s magára hagyja a társaságot. Ők kiötlik, hogy ha mind megfogják egymás kezét és nem mozdulnak el az asztaltól, nem történhet gyilkosság. Ám még éjfél előtt kiderül, hogy végeztek a vak inassal, és Twain trükkjei miatt végül csak nagy nehezen tudják kivárni az éjfélt. Ekkor derül ki, hogy maga Twain az áldozat. Ha ez nem lenne elég, felfedezik, hogy a szakácsnő nem is valódi ember, hanem csak egy bábu, akit elraktak egy dobozba.
Ezután mindenki lázas találgatásba kezd azzal kapcsolatban, hogy ki lehetett a tettes. Szép sorban rájönnek, hogy mindegyikük kötődött Twainhez, így elég indítékuk lehetett volna, hogy végezzenek vele. Miután egymásban sem bíznak, úgy térnek nyugovóra, hogy jól bezárkóznak. Ám a csapdák ide is elérik őket: bombával, mérgeskígyóval, skorpióval, gyilkos gázzal és leszakadó mennyezettel törnek az életükre. Nem sokkal ezután egy jelenetben láthatjuk az inast, aki nemcsak hogy életben van, de még csak nem is vak. A megérkező nyomozók sorban leleplezik őt – az inasnak, Twain jogtanácsosának, könyvelőjének, sőt lányának, illetve az igazi Sam Diamondnak nevezve őt. Hamarosan azonban kiderül a nyilvánvaló igazság: az inas valójában csak egy maszk, mely mögött Twain rejtőzik. Twain kifakad rájuk (ezzel együtt metafikciósan az írókra is, akik megalkották a figuráikat), amiért nem tudták megoldani a rejtélyt, ellenben olyan nevetséges módszerekkel érnek el sikereket, mint az utolsó pillanatban bekövetkező csavar, vagy olyan információk felhasználása, amelyekről csak ők tudnak, megakadályozva ezzel az olvasót, hogy maga jöjjön rá a megfejtésre. Mivel nem sikerült megfejteniük az ügyet, mindenki üres kézzel távozik, Wang szerint egyetlen dolgot öltek meg: "kellemes hétvégét". Miközben a szereplők távoznak, Twain levesz még egy maszkot, mely mögött Yetta, a süketnéma bejárónő látható.
|  | Itt a vége a cselekmény részletezésének! |

## Szereplők
A házban három főszereplőt ismerhetünk meg: a házigazda Lionel Twaint (Truman Capote, magyar hangja Körmendi János), a vak inast (Alec Guinness, magyar hangja Mensáros László), és a süketnéma bejárónőt (Nancy Walker). Rajtuk kívül öt nyomozó és kísérőjük tartózkodnak a házban:
- Sidney Wang: Charlie Chan paródiáját Peter Sellers játssza (magyar hangja Haumann Péter). Őt fia, a Japánból örökbefogadott Willy (Richard Narita) kísérte el. Főként untalanul felemlegetett kínai bölcsességei és a névelőhasználat mellőzése jellemzi.
- Dick és Dora Charleston: David Niven (magyar hangja Garas Dezső) és Maggie Smith (magyar hangja Bánki Zsuzsa) alakítják Nick és Nora Charles filmbéli figuráját, a "Tetemrehívás" című filmből. Tökéletesnek tűnő kapcsolatuk az este folyamán többször is mókás cáfolatot nyer. Kutyájuk is velük tartott.
- Milo Perrier: Hercule Poirot paródiáját James Coco játssza (magyar hangja Balázs Péter). Sofőrjével, Marcellel (James Cromwell, magyar hangja Dunai Tamás) együtt érkezett. Egyszerűen imád enni, és nem szereti, ha franciának nevezik, amikor ő belga.
- Sam Diamond: a kőkemény macsó Sam Spade megformálója Peter Falk (magyar hangja Szabó Gyula). Nem tiszteli túlzottan a női nemet, ugyanakkor saját magának túlzott fontosságot tulajdonít. Útjára titkárnője, Miss Skeffington (Eileen Brennan, magyar hangja Földi Teri) kísérte el.
- Jessica Marbles: Miss Marple itteni karakterét Elsa Lanchester játssza (magyar hangja Tábori Nóra). Ápolójával, Miss Withersszel (Estelle Winwood, magyar hangja Komlós Juci) érkezett, aki sokkal inkább szorul ápolásra, mint ő.

## Kivágott jelenetek
- Miss Marble és Miss Withers a taxisofőrjük kifizetésén vitatkoznak.
- A benzinért a kilométerekre lévő benzinkúthoz tartó Miss Skeffington mellett elhajt a Charleston házaspár.
- Wang fia egy cetlit talál a halott Twain kezében. Ez alapján elmeséli, hogyan oldaná meg ő az esetet.
- A film legvégére bekerült volna egy jelenet, amikor is Sherlock Holmes és Watson késve érkeznek, épp mikor mindenki más távozik. Ám jogi okok miatt végül is kimaradt ez a rész.